# Авчухов, Иван Васильевич
Иван Васильевич Авчухов (1 мая 1916, село Ертиль, Воронежская губерния — 4 февраля 1960, Тушино, Московская область) — помощник командира пулемётного взвода 28-го гвардейского кавалерийского полка (6-я гвардейская кавалерийская дивизия, 3-й гвардейский кавалерийский корпус, 2-й Белорусский фронт), гвардии старший сержант.

## Биография
Иван Васильевич Авчухов (Овчухов) родился в селе Ертиль Щученской волости Бобровского уезда Воронежской губернии (ныне — посёлок Перво-Эртиль Эртильского района, Воронежская область).
Окончил 4 класса школы, работал в колхозе. В 1937 году был призван в Красную Армию, службу проходил на Дальнем Востоке и в 1939 году был демобилизован. В декабре того же года поступил на работу на авиационный завод № 156 слесарем-сборщиком.
В сентябре 1941 года вступил в 7-ю Московскую дивизию народного ополчения. На фронтах Великой Отечественной войны с сентября, участвовал в обороне Москвы. 19 октября 1941 года был ранен.
После излечения был направлен в 236-й кавалерийский полк на Волховский фронт где с декабря 1941 года по июль 1942 года проходил службу в качестве пулемётчика. Участвовал в Любанской операции, 21 марта 1942 года вновь был ранен. В ноябре 1942 года был назначен командиром пулемётного расчёта и заместителем командира пулемётного взвода.
Служил на Юго-западном фронте, участвовал в Сталинградской битве.
В сентябре 1943 года в боях в Краснинском районе Смоленской области поддержал пулемётным огнём атаку эскадрона, обеспечив его продвижение вперёд, уничтожив около 10 вражеских солдат и подавив две огневые точки противника. 23 декабря того же года в боях за город Городок в Витебской области, отбивая контратаку, пулемётным огнём уничтожил около взвода противника. 26 декабря 1943 года Авчухов был ранен. Лечился в январе — мае 1944 года в госпитале в городе Иваново.
29 мая 1944 года он вернулся в свой полк и был представлен к ордену Славы 3-й степени. 5 июня вышел приказ о его награждении.
25 июня он отличился в бою за участок железной дороги Лида — Вильнюс, подменив пулемётный расчёт; уничтожил около 25 солдат противника и поджёг легковую автомашину. 27 октября он был награждён орденом Красной Звезды.
22 января 1945 года у города Алленштайн (Ольштын, Варминьско-Мазурское воеводство) в бою подавил два станковых пулемёта противника и обеспечил прорыв эскадрона вперёд. Приказом командования 2-го Белорусского фронта 6 марта 1945 года он был награждён орденом Славы 2-й степени.
30 апреля и 1 мая 1945 года в упорных боях за село Менц в коммуне Штехлин он участвовал в 3-х кавалерийских атаках, уничтожил огнём из пулемёта около 15 контратаковавших солдат противника, а при штурме села в рукопашных схватках уничтожил из личного оружия 2 офицеров и 3 солдат. 29 июня 1945 года Указом Президиума Верховного Совета СССР он был удостоен ордена Славы 1-й степени.
Демобилизовался Иван Авчухов в сентябре 1945 года. По возвращении в Тушино работал на заводе № 82 на различных должностях. Проживал в Тушино.

## Память
Был похоронен на кладбище в селе Братцева, в 1975 году перезахоронен на Химкинском кладбище.